# Municipio de Maltrata
El municipio de Maltrata se encuentra ubicado en la zona centro del estado mexicano de Veracruz, en la región llamada de las Grandes Montañas (Altas Montañas) y cuenta con una altura de 1,720 m s. n. m. Su cabecera es la localidad de Maltrata.
El municipio lo conforman 34 localidades, es un municipio categorizado como semiurbano.
Maltrata tiene un clima principalmente templado y húmedo, con lluvias abundantes principalmente en otoño y algunas más en invierno.
El municipio de Maltrata celebra sus tradicionales fiestas en honor al santo patrono San Isidro Labrador en los días 14 y 15 de mayo. El 29 de junio celebran las fiestas en honor a San Pedro Apóstol.

## Límites
- Norte: Estado de Puebla.
- Sur:  Acultzingo y Aquila (Veracruz).
- Este: Ixhuatlancillo y  Nogales (Veracruz)
- Oeste: Esperanza (Puebla).

## Coordenadas
- Longitud (dec): -97.319167

- Latitud (dec): 18.826667

## Historia
Estado indígena en el momento de la conquista probablemente perteneciente a la zona de Orizaba. Su nombre original era Matatlán que fue variando a Matatla y finalmente a Maltrata ya en el siglo XX. Hacia 1536 la encomienda pasó a manos de La Corona.
La iglesia De San Pedro Apóstol data del siglo XVI y la fiesta patronal se celebra el 29 de junio.
Con el corregimiento, pasó a ser jurisdicción de Tequila, a su vez subordinada a la alcaldía mayor de "Teguacan". De este poblado se desprendió Santa María Aquilla.
Tiene conexión directa por carretera local de manera directa hacia Morelos Cañada, pasando por las Cumbres de Aquila, camino vecinal construido en la década de los 90 y posteriormente pavimentado con concreto en los 2010,s. 